# Violencia vial

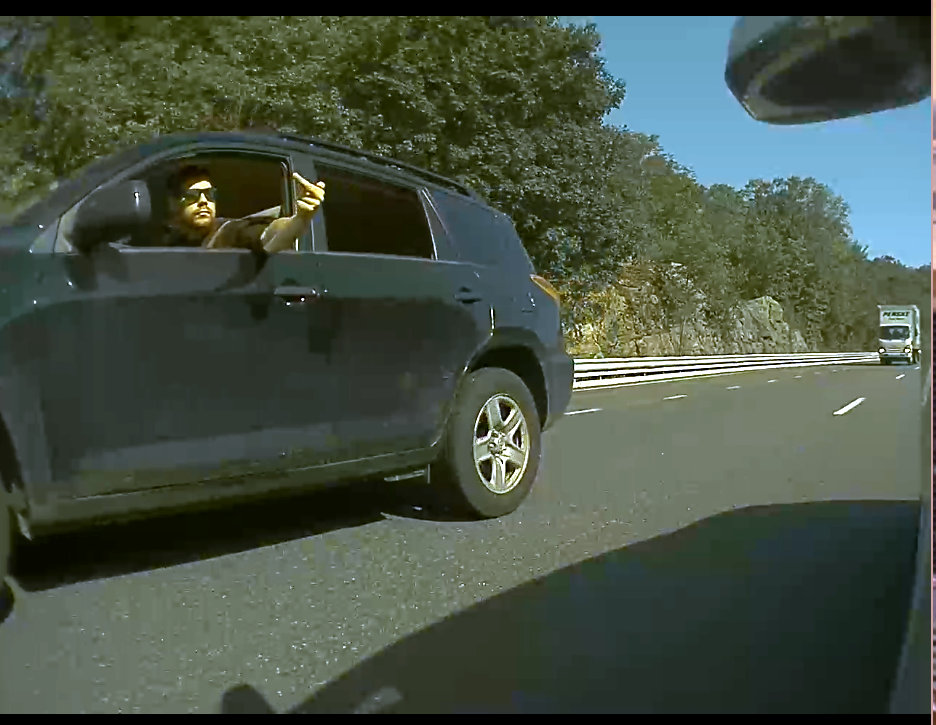
Agresiones en la via

Las expresiones violencia vial, violencia vehicular o conducción agresiva hacen referencia a una de acciones cometidas por automovilistas y que son motivadas por disputas con otros conductores o peatones, derivadas de problemas de tráfico como congestiones vehiculares en hora punta, factores que hacen explotar la ira o enojo de quienes se ven involucrados en ellos. 
La violencia vial o conducción agresiva se considera normalmente como una reacción de impaciencia o egocentrismo vinculada a determinadas situaciones del tráfico o a determinadas acciones de otros conductores o peatones, las cuales son percibidas por el individuo en cuestión como agresivas o desmerecedoras respecto de su pericia en la conducción.
La violencia vial es también consecuencia de una sociedad invadida de estrés cotidiano, que afectan a los individuos ocasionándoles ansiedades o frustraciones que los colocan en seres con actitudes defensivas  en todo momento hasta llegar al extremo de violentar a otros.

## Principales manifestaciones
Las principales manifestaciones de violencia vial o conducción agresiva son las siguientes:
- Aceleraciones bruscas y arriesgadas.
- Amenazar con una cercanía potencial de choque entre un vehículo y otro.
- Entradas y salidas rápidas de la calzada.
- Formar congestión vehicular bloqueando accesos de autopistas o arterias importantes.
- Tocar la bocina del automóvil excesivamente.
- Gestos obscenos con las manos.
- Amenazas y exabruptos verbales.
- Agresión física al automóvil de otra persona con objetos como palos, piedras, o con las mismas manos.
- Peleas físicas en plena vía a mano limpia o con armas.
- Amenaza con arma de fuego.
- Llevar a cabo una persecución para cobrar venganza por una provocación.
- Frenadas agresivas con el fin de asustar al otro conductor o provocar un accidente.[1]

## Consecuencias
Los casos más extremos terminan en lesiones físicas de distinta gravedad. Para prevenir posibles agresiones, muchos conductores optan por bloquear las puertas de sus vehículos mientras conducen en congestiones vehiculares.
La violencia vial está considerada un delito grave, ya que se pone en peligro la integridad física de las personas; sin embargo, las penas que reciben los agresores son de grado menor, como multas o presidio leve, a no ser que existan lesiones a terceros o en el caso de lesiones fatales u homicidios.